# 哈凯恩德·希奇莱马
哈凯恩德·希奇莱马（英語：Hakainde Hichilema；1962年6月4日—）是赞比亚商人、政治人物，隸屬国家发展统一党，2021年當選赞比亚总统。他曾經在2006年、2008年、2011年、2015年和2016年五度參選總統但敗選。